# Pruïja aquagènica

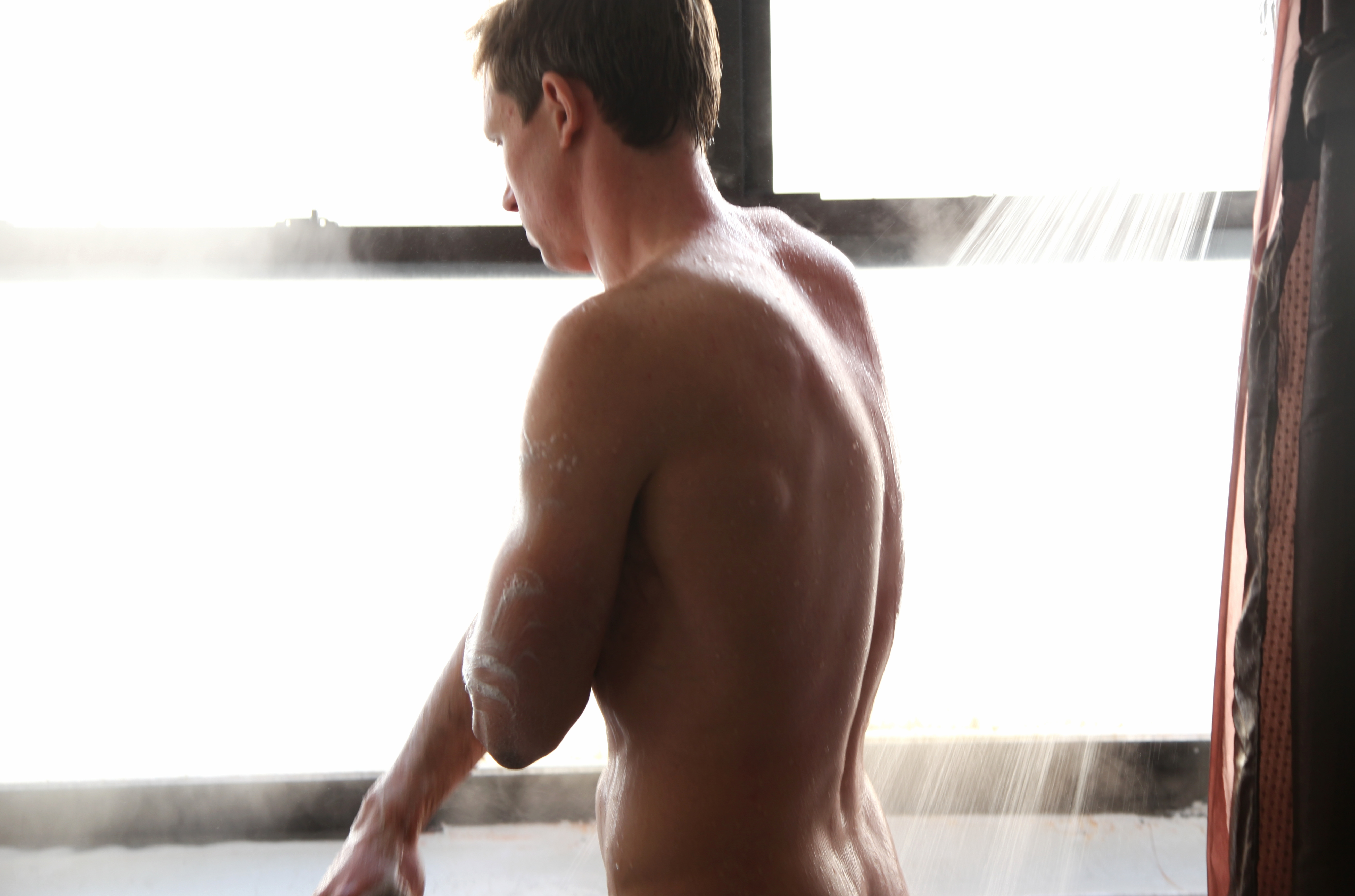
Un home dutxant-se amb aigua calenta.

La pruïja aquagènica és una malaltia cutània minoritària caracteritzada per una greu, intensa i punxant picor o coïssor epidèrmica sense lesions a la pell observables, provocada pel contacte amb l'aigua. La durada de la picor sol ser d'entre 10 i 120 minuts i afecta sobretot a les cames, seguida dels braços, pit, esquena i ventre. De manera menys freqüent afecta el cap, el coll, la cara i els malucs, i pràcticament mai ni als palmells de les mans, ni a les plantes dels peus ni a les mucoses. Es troba en devers el 68% de pacients afectes de policitèmia vera i se'n considera un dels símptomes típics.

## Patogènesi
El mecanisme de la malaltia roman encara desconegut. Alguns estudis suggereixen que la pruïja esdevé en resposta de increment de l'activitat fibrinolítica cutània, una activació indeguda del sistema nerviós simpàtic, un increment a l'activitat de l'acetilcolinesterasa, o un augment de la desgranulació dels mastòcits que allibera histamina i altres substàncies químiques al cos.

## Tractament
S'han provat diversos tractaments amb resultats variables, per bé que la desconeixença sobre la malaltia dificulta trobar una solució general al problema. En alguns casos l'administració de β-Alanina en dosis de 2000 mg dos cops al dia ha pogut reduir la picor en els pacients. També s'ha comprovat que en ocasions l'administració de 40 mg de bilastina cada dotze hores n'atenua la simptomatologia. D'altra banda, en alguns casos la malaltia s'ha atenuat amb el consum de blocadors d'adrenoreceptors beta com ara l'atenolol i el propranolol. També s'han provat tractaments amb fototeràpia amb èxit variable.